# Тоція гірська
Тоція гірська (Tozzia alpina) — вид квіткових рослин родини вовчкових (Orobanchaceae).

## Біоморфологічна характеристика
Це напівпаразитичний багаторічник. Рослина 15–50 см, гілляста. Стебло 4-гранне, соковите, запушене у 2 ряди. Листки супротивні, яйцеподібні, нижні з цільними краями, верхні з 1–3 грубими зубцями, 1–2(3) см завдовжки, голі. Квітки на коротких тонких квітконіжках, поодинокі у верхніх кутах листя. Чашечка дзвоникоподібна. Віночок з вузькою трубкою і широкою, воронкоподібною, 5-лопатевою, нечітко двогубою облямівкою, жовтий, зовні червонокрапчастий; верхня губа 2-лопатева, нижня 3-лопатева. Плід куляста коробочка, загострена, 2–3 мм завдовжки. 2n=20.

## Поширення
Європа від Іспанії до України.
В Україні вид росте у гірських лісах, субальпійському поясі — у Карпатах (Закарпатська обл.)